# Ohio and Mississippi Railway

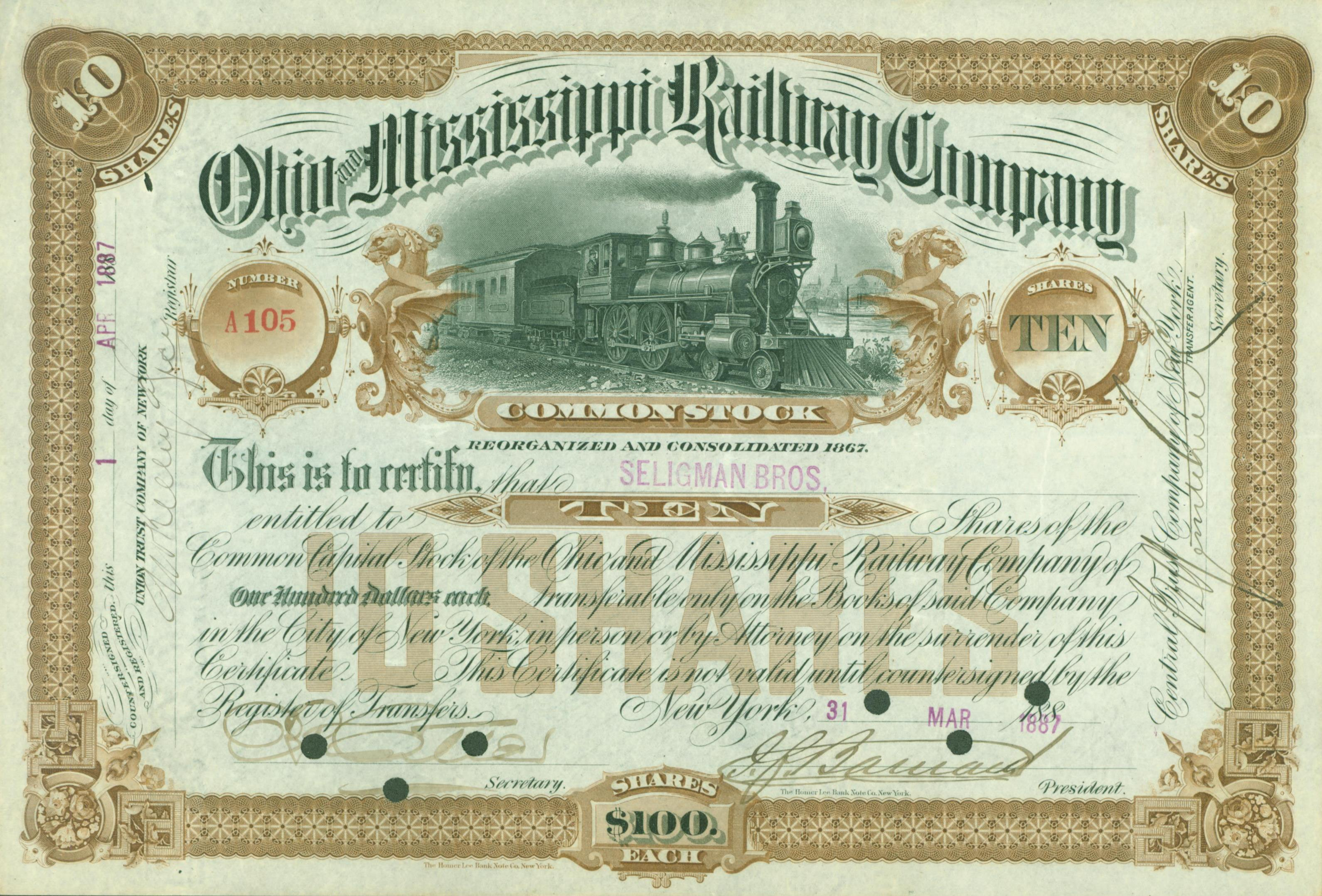
Action de l'Ohio and Mississippi Railway Company en date du 31 mars 1887

L'Ohio and Mississippi Railway (anciennement Ohio and Mississippi Rail Road) était une exploitation de chemin de fer reliant Cincinnati, dans l'Ohio, et East Saint Louis, dans l'Illinois, de 1857 à 1893.
L'ingénieur civil sur ce projet était le général Ormsby M. Mitchel. 
Le chantier commença en 1854 en même temps que le canal de Cincinnati et Whitewater. Il a été achevé en 1857.
Le 6 octobre 1866, une voiture d'Adams Express Company fut volée par le Gang de Reno juste à l'est de Seymour, dans l'Indiana. C'est donc sur ces rails qu'a eu lieu le premier vol de train de l'histoire des États-Unis.